# Petrus Kastenman
Lars Petrus Ragnar Kastenman (ur. 15 sierpnia 1924 w Bälinge, zm. 10 czerwca 2013 w Stenstorp) – szwedzki jeździec sportowy. Złoty medalista olimpijski z Melbourne (Sztokholmu).
Sukcesy odnosił we Wszechstronnym Konkursie Konia Wierzchowego. Igrzyska w 1956 były jego jedyną olimpiadą. Konkurencje jeździeckie były rozgrywane w Sztokholmie (główne zawody odbywały się w Melbourne, ale jeźdźcy – ze względu na problemy z kwarantanną zwierząt – rywalizowali w Szwecji). Triumfował w konkursie indywidualnym na koniu Iluster.